# Lumbres
Lumbres é uma comuna francesa na região administrativa de Altos da França, no departamento de Pas-de-Calais. Estende-se por uma área de 9,9 km². Em 2010 a comuna tinha 3 681 habitantes (densidade: 371,8 hab./km²).